# مک‌کینلی (مینیاپولیس)
مک‌کینلی (به انگلیسی: McKinley) یک منطقهٔ مسکونی در ایالات متحده آمریکا است که در مینیاپولیس واقع شده‌است. مک‌کینلی ۳٬۱۳۲ نفر جمعیت دارد.